# Northwestern University
La Northwestern University (NU) è una delle università private più famose e prestigiose degli Stati Uniti, con sede a Evanston, in Illinois all'interno dell'area metropolitana di Chicago. 

## Storia
È l'università più antica dell'Illinois, fondata nel 1851 durante la presidenza di Millard Fillmore.
Il campus principale della Northwestern è di circa 97 ettari, ubicato a Evanston, sul lago Michigan. Diverse scuole professionali della Northwestern si trovano a Chicago, su un campus di 10,1 ettari vicino al Magnificent Mile. Nel 2005, le proprietà della Northwestern assommavano a circa 4,92 miliardi di dollari.
Al settembre 2020, 33 premi Nobel e 2 Medaglie Fields sono state rilasciate a laureati della Northwestern.

## Scuole
La Northwestern è composta dalle seguenti 11 scuole:
- Kellogg School of Management
- Pritzker School of Law
- Feinberg School of Medicine
- Weinberg College of Arts and Sciences
- Bienen School of Music
- McCormick School of Engineering and Applied Science
- Medill School of Journalism
- School of Communication
- School of Professional Studies
- School of Education and Social Policy
- The Graduate School

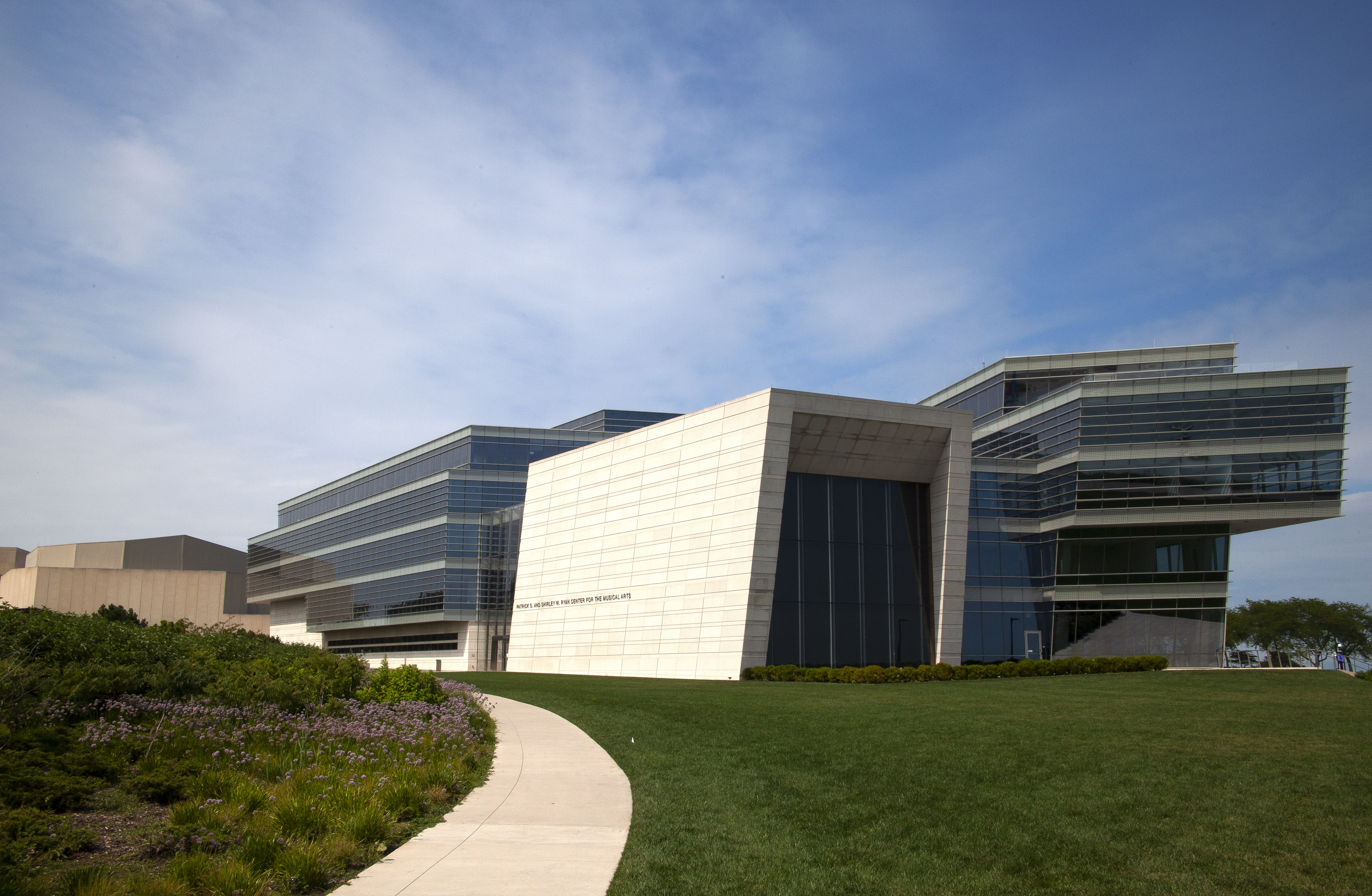
Patrick G. and Shirely W.Ryan Center for the Musical Arts
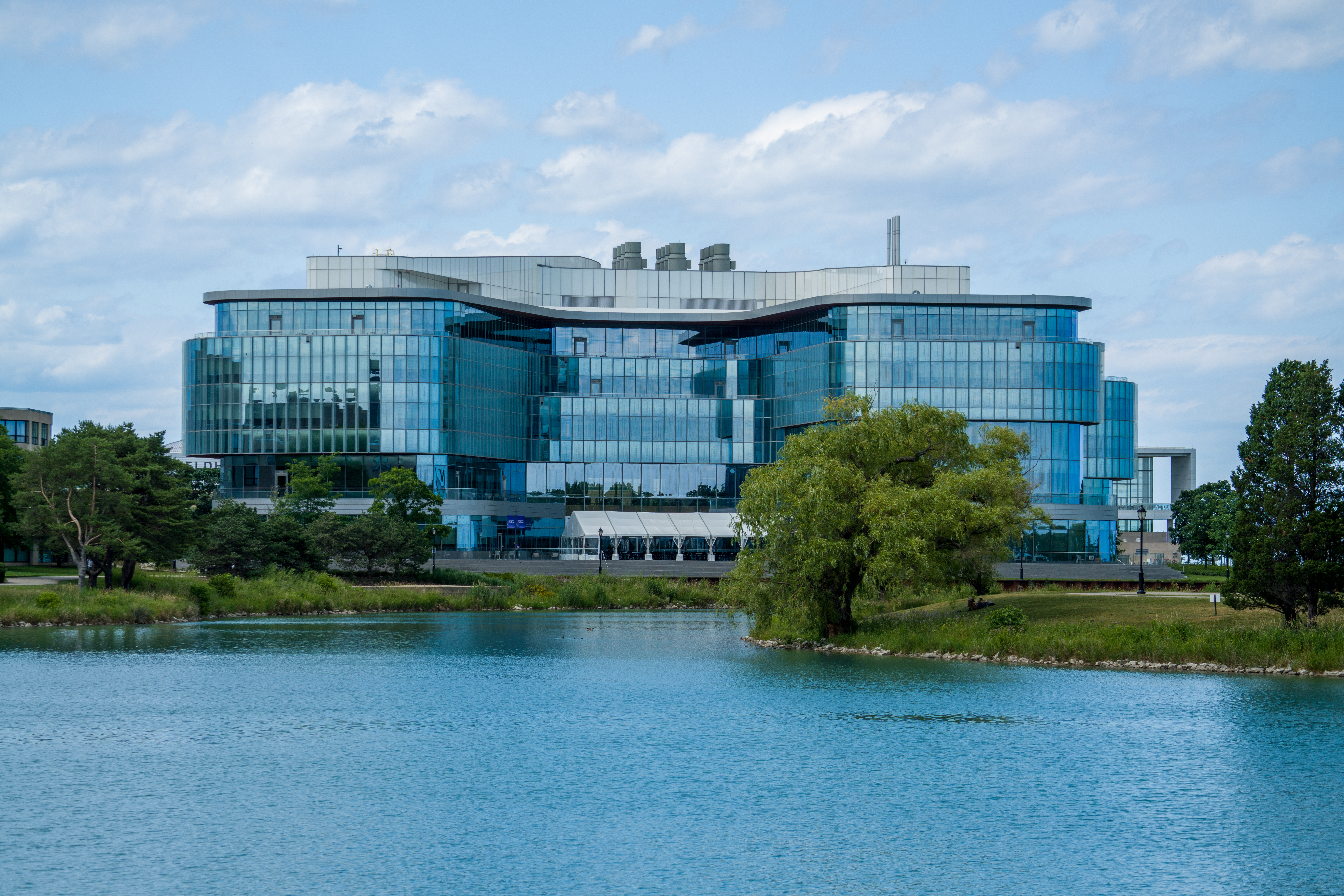
Kellogg School of Management
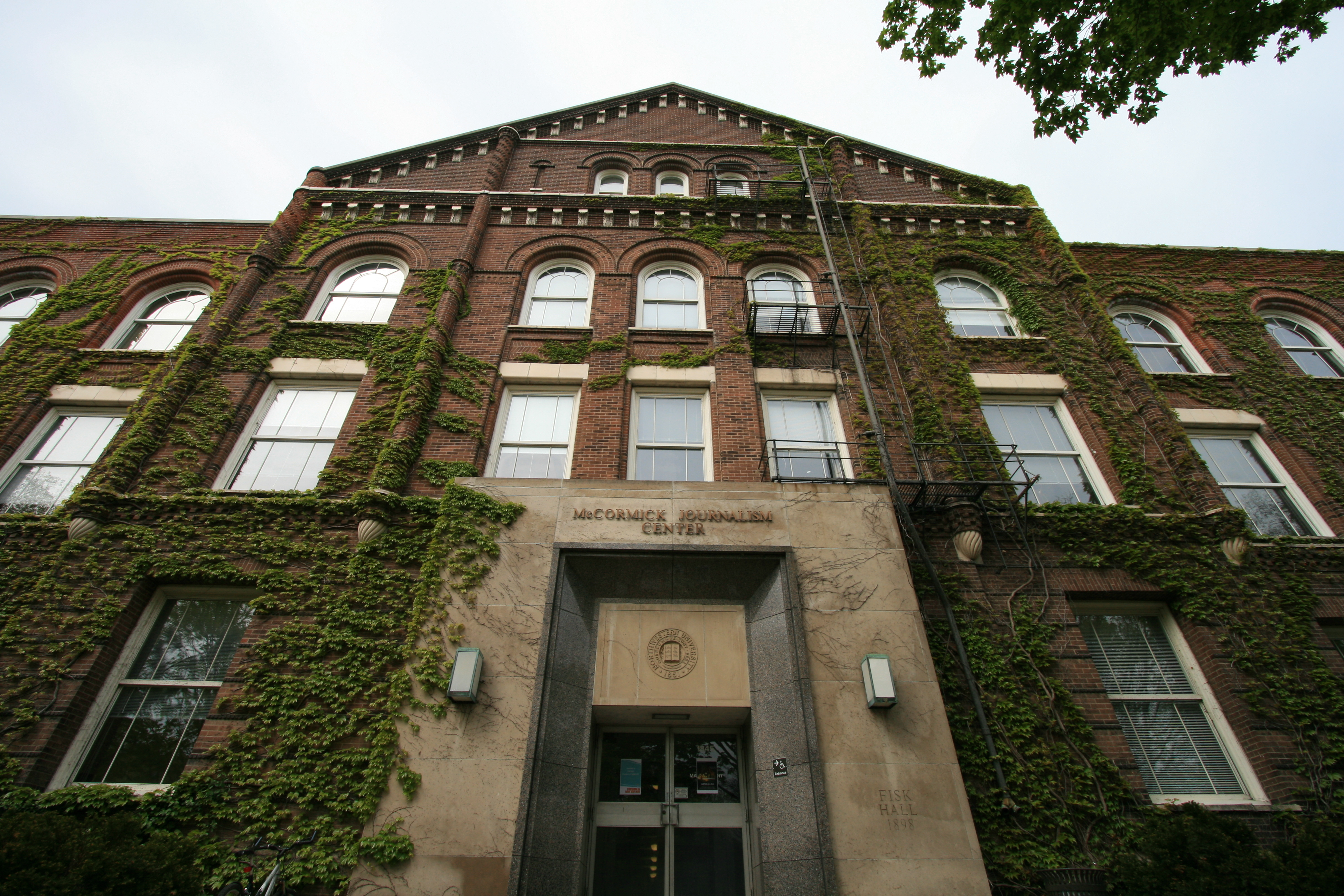
Medill School of Journalism
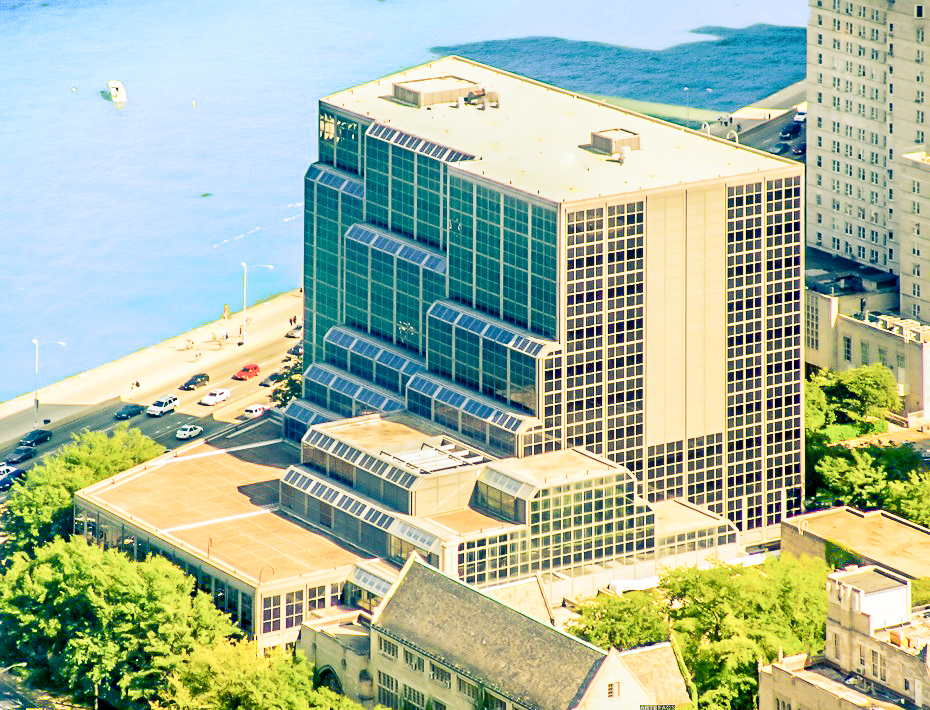
Pritzker School of Law

Detiene inoltre altri campus a Downtown Chicago, Coral Gables, San Francisco, Doha e Washington, D.C.